# Krankenbeobachtung
Die Krankenbeobachtung ist die systematische Beobachtung und Wahrnehmung von körperlichen Symptomen, Krankheitszeichen und psychischer Verfassung eines Pflegebedürftigen in der professionellen Pflege. Sie ist eine der Kernkompetenzen der Pflege und ist für die effektive Pflegeplanung innerhalb des Pflegeprozesses unerlässlich. Sie dient der rechtzeitigen Erkennung von Komplikationen, der Überwachung des Therapieverlaufs und der Genesung, sowie der Beachtung von Wünschen und Bedürfnissen der gepflegten Person. Die Dokumentation der Beobachtung ist ebenfalls Teil des Pflegeprozesses, damit wird die Beobachtung anderen Pflegekräften, den behandelten Ärzten und anderen an der Therapie beteiligten Berufsgruppen zur Verfügung gestellt.

## Parameter
Beobachtet werden sowohl körperliche wie psychische Veränderungen. Einige davon werden mit Hilfsmitteln überwacht, andere sind Teil des Erfahrungskompetenz der Pflegekraft. Hierzu gehören:
- Körperhaltung und Gang

- Gesichtsausdruck und Mimik

- Stimme und Sprache

- psychische Veränderungen und Auffälligkeiten, Kooperation und Bewältigungsstrategien

- Bewußtseinslage

- Geruch

- Schlaf

- Schmerz

- Vitalzeichen: Atmung, Puls, Blutdruck, Körpertemperatur

- Haut und Hautanhangsgebilde

- Mundhöhle

- Ernährungszustand und Gewicht, Allgemeinzustand, Körperlänge

- Ausscheidungen: Urin, Stuhl, Sputum, Schweiß, Erbrochenes, Wundsekret, Menstruation und vaginale Ausscheidungen

Je nach Fachrichtung können zusätzliche Schwerpunkte gesetzt werden, z. B. die Wundbeobachtung, Blutzucker oder Beobachtung von Nebenwirkungen gegebener Medikamente.

## Vorgehensweise
Die Krankenbeobachtung kann bei jeder Interaktion mit dem Patienten stattfinden (beispielsweise bei der Körperpflege), eine zufällige Beobachtung sein, während der Pflegeanamnese gezielt stattfinden oder geplant sein (beispielsweise bei der Überwachung auf Intensivstation). Die Krankenbeobachtung muss festen Kriterien unterliegen; die Beobachtungen sollen bei der Auswertung objektiv bewertet werden und keine Wertung enthalten. Positiv wirkt sich eine gute Beziehung zwischen Patient und Pflegekraft, die Planung der Krankenbeobachtung und eine hohe Fachkompetenz der Pflegekraft aus. Vorurteile, Zeitdruck, Stress und Einschränkungen der Sinnesfunktionen wirken sich hingegen negativ auf die Krankenbeobachtung aus.